# Kisarazu
Kisarazu (木更津市?) è una città del Giappone situata nella prefettura di Chiba.

## Descrizione
Nel 2003, la città aveva una popolazione stimata di 122 542 abitanti e una densità di 883,82 persone per km². La sua superficie totale è di 138,65 km².
L'Aqua Line, un'autostrada subacquea che attraversa la Baia di Tokyo, la collega alla città di Kawasaki, nella prefettura di Kanagawa.
La città è stata fondata il 3 novembre 1942.

## Simboli
I suoi simboli sono:
- l'azalea (simbolo floreale)
- la camelia (simbolo arboreo)